# Bahnstrecke Châtellerault–Launay
| Brücke über die Creuse in La Roche-Posay, 2023 |                      |                                                                                |                                                                                |
| Streckennummer (SNCF): | 599 000              |                                                                                |                                                                                |
| Kursbuchstrecke (SNCF): | 67 (P.O.) / (SNCF)   |                                                                                |                                                                                |
| Streckenlänge: | 42,7 km              |                                                                                |                                                                                |
| Spurweite: | 1435 mm (Normalspur) |                                                                                |                                                                                |
| Maximale Neigung: | 10 ‰                 |                                                                                |                                                                                |
| |                      |                                                                                |                                                                                |
| \| \| \| Bahnstrecke Paris–Bordeaux von Paris-Austerlitz \| \| \| \| 302,2 \| Bahnstrecke Loudun–Châtellerault von Loudun \| Bahnstrecke Loudun–Châtellerault von Loudun \| \| \| 303,5 \| Châtellerault \| 60 m \| \| \| ~303,6 \| D 725 (ehem. Route nationale 725) \| D 725 (ehem. Route nationale 725) \| \| \| 304,9 \| Bahnstrecke Paris–Bordeaux nach Bordeaux-St-Jean \| Bahnstrecke Paris–Bordeaux nach Bordeaux-St-Jean \| \| \| \| Bahnstrecke Châtellerault–Bouresse (VFEP) n. Bouresse \| \| \| \| \| Targé \| \| \| \| \| Senillé \| \| \| \| \| Leigné-les-Bois \| \| \| \| 326,2 \| Pleumartin \| Pleumartin \| \| \| 334,6 \| La Roche-Posay \| La Roche-Posay \| \| \| \| Creuse; Département Vienne / Indre-et-Loire (135 m) \| \| \| \| ~336,4 \| D 750 (ehem. Route nationale 750) \| D 750 (ehem. Route nationale 750) \| \| \| 339,7 \| Yzeures-sur-Creuse \| Yzeures-sur-Creuse \| \| \| \| \| \| \| \| 346,2 328,6 \| Bahnstrecke Port-de-Piles–Argenton-sur-Creuse von Port-de-Piles (Abzw. Launay) \| Bahnstrecke Port-de-Piles–Argenton-sur-Creuse von Port-de-Piles (Abzw. Launay) \| \| \| \| \| \| \| \| 331,2 \| Tournon-Saint-Martin \| 81 m \| \| \| \| \| \| \| \| \| Bahnstrecke Port-de-Piles–Argenton-sur-Creuse nach Argenton-sur-Creuse \| \| \| Kilometrierung von Paris-Austerlitz über Orléans und Tours \| \| \| \| |                      |                                                                                |                                                                                |
| |                      | Bahnstrecke Paris–Bordeaux von Paris-Austerlitz                                |                                                                                |
| Abzweig geradeaus und von rechts | 302,2                | Bahnstrecke Loudun–Châtellerault von Loudun                                    | Bahnstrecke Loudun–Châtellerault von Loudun                                    |
| U-Bahn-Kopfbahnhof Streckenanfang · Bahnhof | 303,5                | Châtellerault                                                                  | 60 m                                                                           |
| Bahnübergang | ~303,6               | D 725 (ehem. Route nationale 725)                                              | D 725 (ehem. Route nationale 725)                                              |
| Strecke quer · U-Bahn-Kreuzung · Abzweig ehemals geradeaus und nach rechts | 304,9                | Bahnstrecke Paris–Bordeaux nach Bordeaux-St-Jean                               | Bahnstrecke Paris–Bordeaux nach Bordeaux-St-Jean                               |
| U-Bahn-Strecke nach rechts und von halblinks |                      | Bahnstrecke Châtellerault–Bouresse (VFEP) n. Bouresse                          | Bahnstrecke Châtellerault–Bouresse (VFEP) n. Bouresse                          |
| Bahnhof (Strecke außer Betrieb) |                      | Targé                                                                          | Targé                                                                          |
| Bahnhof (Strecke außer Betrieb) |                      | Senillé                                                                        | Senillé                                                                        |
| Bahnhof (Strecke außer Betrieb) |                      | Leigné-les-Bois                                                                | Leigné-les-Bois                                                                |
| Bahnhof (Strecke außer Betrieb) | 326,2                | Pleumartin                                                                     | Pleumartin                                                                     |
| Bahnhof (Strecke außer Betrieb) | 334,6                | La Roche-Posay                                                                 | La Roche-Posay                                                                 |
| Grenze auf Brücke über Wasserlauf (Strecke außer Betrieb) |                      | Creuse; Département Vienne / Indre-et-Loire (135 m)                            | Creuse; Département Vienne / Indre-et-Loire (135 m)                            |
| Bahnübergang (Strecke außer Betrieb) | ~336,4               | D 750 (ehem. Route nationale 750)                                              | D 750 (ehem. Route nationale 750)                                              |
| Bahnhof (Strecke außer Betrieb) | 339,7                | Yzeures-sur-Creuse                                                             | Yzeures-sur-Creuse                                                             |
| |                      |                                                                                |                                                                                |
| Abzweig geradeaus und von links (Strecke außer Betrieb) | 346,2 328,6          | Bahnstrecke Port-de-Piles–Argenton-sur-Creuse von Port-de-Piles (Abzw. Launay) | Bahnstrecke Port-de-Piles–Argenton-sur-Creuse von Port-de-Piles (Abzw. Launay) |
| |                      |                                                                                |                                                                                |
| Bahnhof (Strecke außer Betrieb) | 331,2                | Tournon-Saint-Martin                                                           | 81 m                                                                           |
| |                      |                                                                                |                                                                                |
| |                      | Bahnstrecke Port-de-Piles–Argenton-sur-Creuse nach Argenton-sur-Creuse         |                                                                                |
| Kilometrierung von Paris-Austerlitz über Orléans und Tours |                      |                                                                                |                                                                                |

Die Bahnstrecke Châtellerault–Launay war eine 42,7 km lange eingleisige Nebenbahnstrecke in Frankreich. Sie verlief in West-Ost-Richtung zwischen dem industriell geprägten Châtellerault im Département Vienne, Region Neu-Aquitanien und dem Dorf Tournon-Saint-Martin, wo sie die inzwischen ebenfalls aufgegebene Bahnstrecke Port-de-Piles–Argenton-sur-Creuse im Département Indre, Region Centre-Val de Loire erreichte. Mit maximal 10 Promille Steigung verbindet sie das Tal der Vienne mit dem Tal der Creuse. Außer der Creusebrücke in La Roche-Posay, die wenige hundert Meter hinter dem Zusammenfluss mit der Gartempe gebaut wurde, waren keine weiteren aufwändigen Ingenieurbauwerke für den Streckenbau notwendig.

## Geschichte

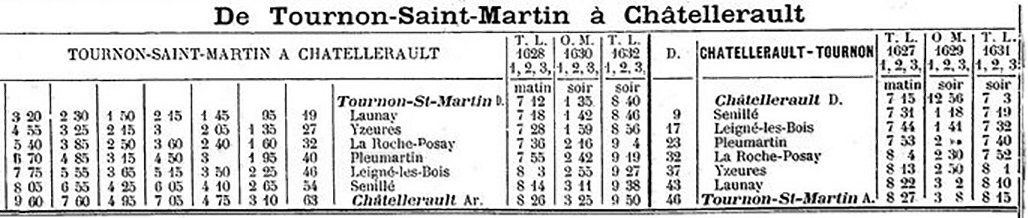
Fahrplan 1901

Die Strecke geht auf die Konzeption des Plan Freycinet zurück, in dem sie unter der laufenden Nummer 89 geführt wird. Der Abschnitt zwischen Châtellerault und Pleumartin war unkritisch, doch der weitere Verlauf wurde in den Gemeinden heftig diskutiert. Man stimmte zu, dass die Trassierung die technisch günstigste Variante war, doch führte sie fern der Flächen, die stärker bevölkert waren, so hieß es. Schließlich einigten sich die Gemeinden mit der Bahnverwaltung, nachdem sie bereit waren, für den etwa fünf Kilometer längeren Streckenverlauf 55.000 FF Zuschuss zu bezahlen. Die Konzession für Bau und Betrieb ging an die Chemin de fer de Paris à Orléans (P.O.), die schon am 2. Februar 1891 die Strecke eröffnen konnte. Wie auf diesen Nebenbahnen üblich, verkehrten täglich drei Zugpaare.
Weniger als 18 Monate nach Übernahme durch die SNCF endete zum 15. September 1939 der Personenverkehr auf der Gesamtstrecke und am 7. Oktober 1951 auch der Güterverkehr auf halber Strecke zwischen Châtellerault und Pleumartin (Streckenkilometer 303,5–326,2). 1954 wurde sie entwidmet. Die zweite Hälfte schloss am 16. Dezember 1973 und wurde ebenfalls recht bald danach entwidmet – am 24. Februar 1975.
Zwischen Chatellerault und Pleumartin ist ein Großteil der alten Strecke heute mit Straßen überbaut oder wurde zu Grünland umgewandelt. Einige Hochbauten sind noch vorhanden wie beispielsweise Bahnwärterhäuschen, jedoch gibt es an keiner Stelle eine Informationstafel oder andere Objekte der Erinnerung. Auf dem östlichen Abschnitt ist die ehemalige Bestimmung der Trasse noch besser zu erahnen, auch wenn auch hier keine Gleise mehr vorhanden sind. Ein Teil wurde als Spazierweg umgestaltet.